# Chlosyne poecile
Chlosyne poecile är en fjärilsart som beskrevs av Felder 1867. Chlosyne poecile ingår i släktet Chlosyne och familjen praktfjärilar. Inga underarter finns listade i Catalogue of Life.